# 亞歷山德里夫卡 (克希奇夫卡市鎮)
亞歷山德里夫卡（烏克蘭語：Олександрівка），是烏克蘭的村落，位於該國東部哈爾科夫州，由别列斯京区的克希奇夫卡市镇負責管轄，始建於1885年，面積0.93平方公里，海拔高度120米，2001年人口191，人口密度每平方公里205.4人。